# 馬自達B系列
馬自達B系列是一款自1961年至2006年間由日本馬自達汽車公司製造發售的皮卡貨車兼運動型多用途車。該款車每一世代隨著引擎排氣量的不同而變化車名，譬如新的4.0L V型六缸引擎的就叫做「馬自達B4000」。這個車種在世界不同國家地區也出現不一樣的車名：
1. 日本：馬自達Proceed（（日語）マツダ・プロシード）
2. 澳洲：馬自達Bravo
3. 南非：馬自達Drifter
4. 泰國：馬自達Magnum / Thunder / Fighter
5. 紐西蘭：馬自達Bounty

該款車在北美洲市場的兄弟車為福特Courier、福特Ranger，但必須強調的是，唯有北美洲市場中它們才有底盤平台、引擎共用等雙生關係，其餘地區則不然。

## 歷史

### 第一代（1961年-1965年）
第二次世界大戰後百廢待舉，馬自達（當時稱作東洋工業）於1958年四月推出小型四輪貨車Romper，以迎合當時日本對交通運輸的需求。隔年三月，再開發更先進的水冷式四缸OHV引擎，推出最大馬力46ps、載重能力一公噸的「馬自達D1100」，以及最大馬力60ps、載重能力一點七五公噸的「馬自達D1500」。這兩個商用車款使得馬自達的市場佔有率大增，1960年代開始更推出排氣量加大的「D2000」，載貨能力達二公噸，演變至後來1964年上市的「E2000」（也就是馬自達Titan的前身）。
至於皮卡貨車方面，則於1961年8月推出馬自達B1500，搭載1,484c.c.水冷式直列四缸OHV UA型引擎，最大馬力60hp / 4,600rpm、峰值扭力10.4kg·m / 3,000rpm，載貨能力為一公噸。同年11月則推出名為「Light Van」（（日語）ライトバン）的雙門旅行車款，載貨容積500kg，但引擎、底盤等機械結構沒有改變。
另外，1965年10月日本當地發表了馬自達Proceed車型，不過銷售成績始終未見起色，故以外銷出口為主。

### 第二代（1965年-1971年）
1965年 - 基本上這部車的外觀與內裝依舊延續上一代車型，不過機械結構部分做了重大改良：首先改善了引擎的汽缸頭與閥門，其次將原本的側吸式化油器（sidedraft carburetor）改為下吸式（downdraft carburetor）。如此一來，這具1,484c.c.水冷式直列四缸OHV UA型引擎的最大馬力提升至72ps / 5,200rpm、最大扭力12.0kg·m / 3,400rpm。此外，代號為BUD61的底盤做了一些調整，兩顆大燈也變換造型。

### 第三代（1971年-1978年）

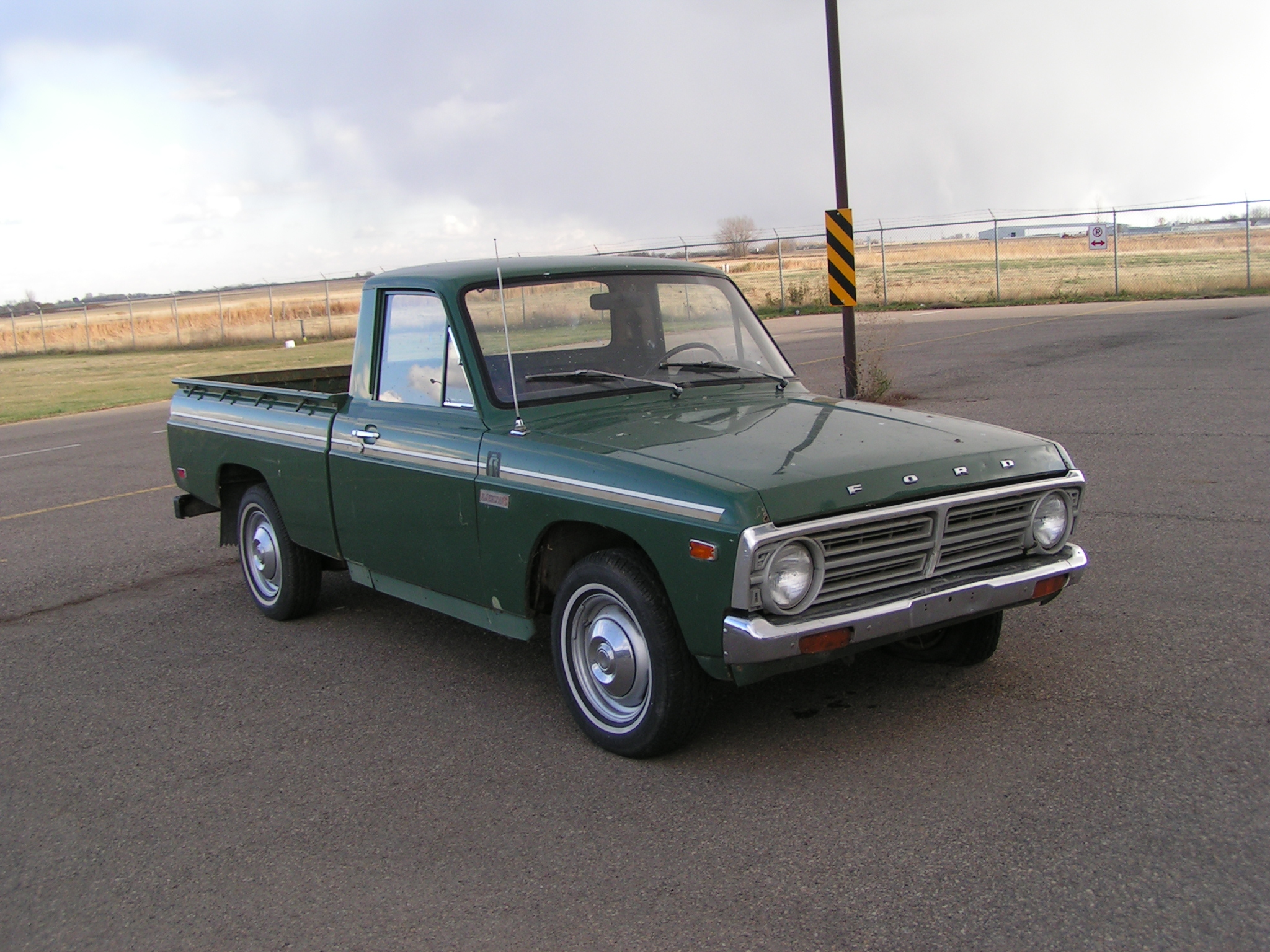
福特Courier

1971年 - 大改款的第三代車型上市，外銷版本稱為馬自達B1600，因為動力升級了，改採1.6L直列四缸SOHV NA型引擎。外觀方面，原本在大燈下方的方向燈移往前保險桿，大燈也從兩顆圓形改成四顆圓形。1975年改搭載排氣量更大的1.8L直列四缸SOHV VB型引擎，叫作馬自達B1800。此外，馬自達（當時仍稱東洋工業）也替福特汽車製造一款名為「福特Courier」的雙生車款，由福特進口至美國地區販售。該款雙生車一樣配備1.8L直列四缸SOHC VB型引擎，最大馬力74hp / 5,070rpm、最大扭力125N·m / 3,500rpm。

#### 馬自達Rotary Pickup
值得注意的是，馬自達在1974年至1977年間外銷了（尤其是美國市場）搭載13B型轉子引擎的皮卡貨車，稱為馬自達Rotary Pickup（ロータリーピックアップ）。這是全世界第一部，同時也是絕無僅有的皮卡貨車。

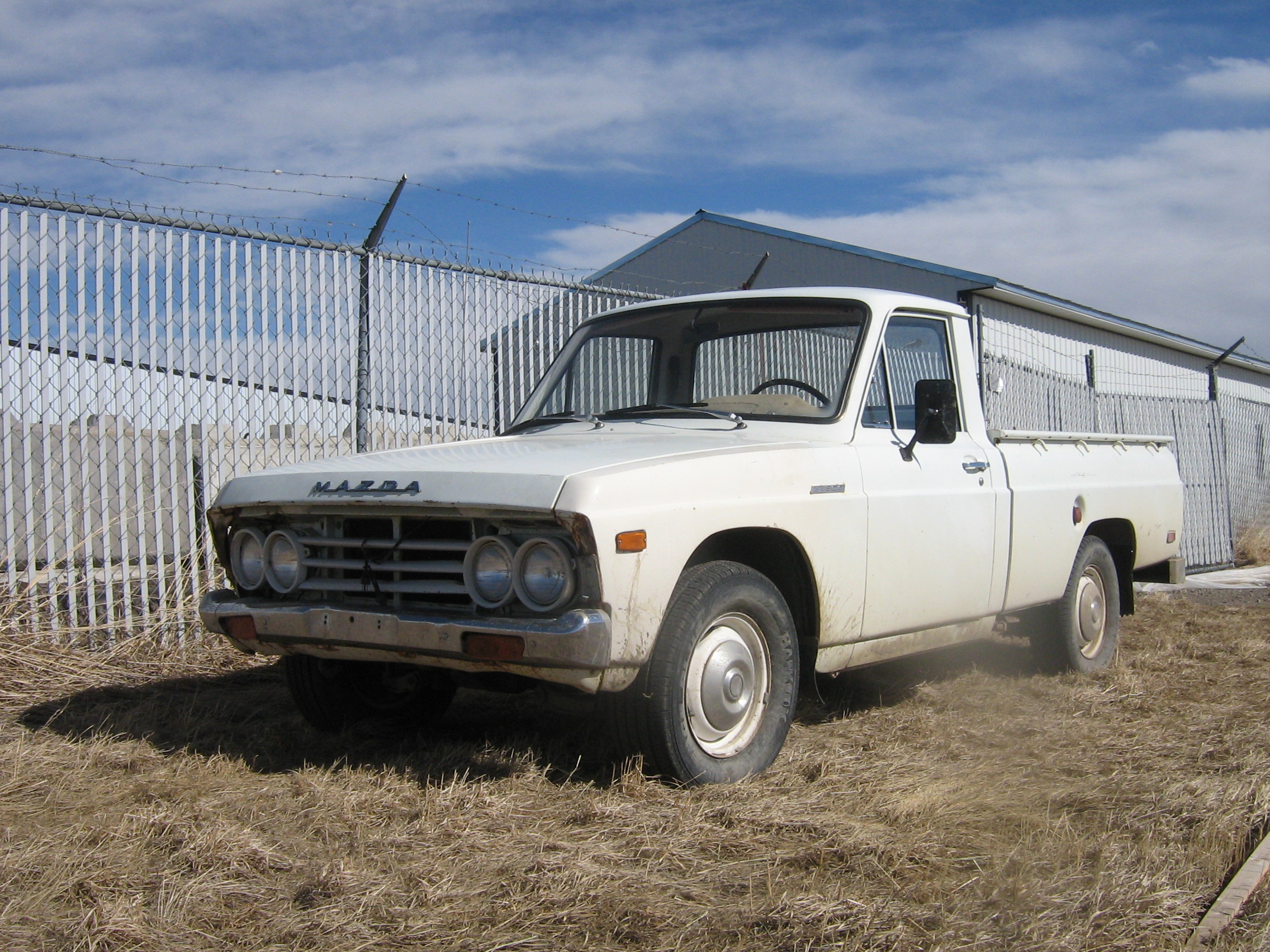
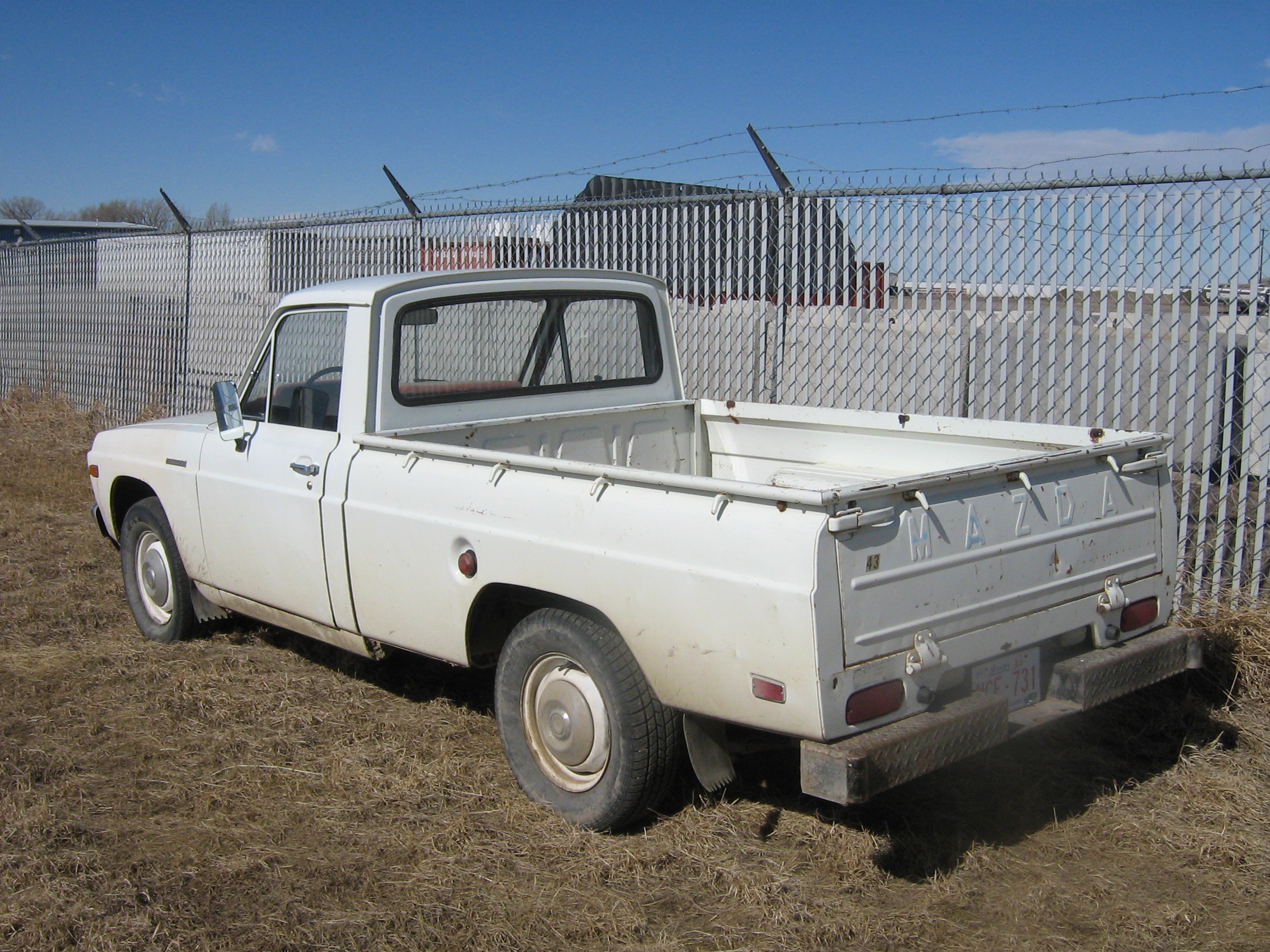
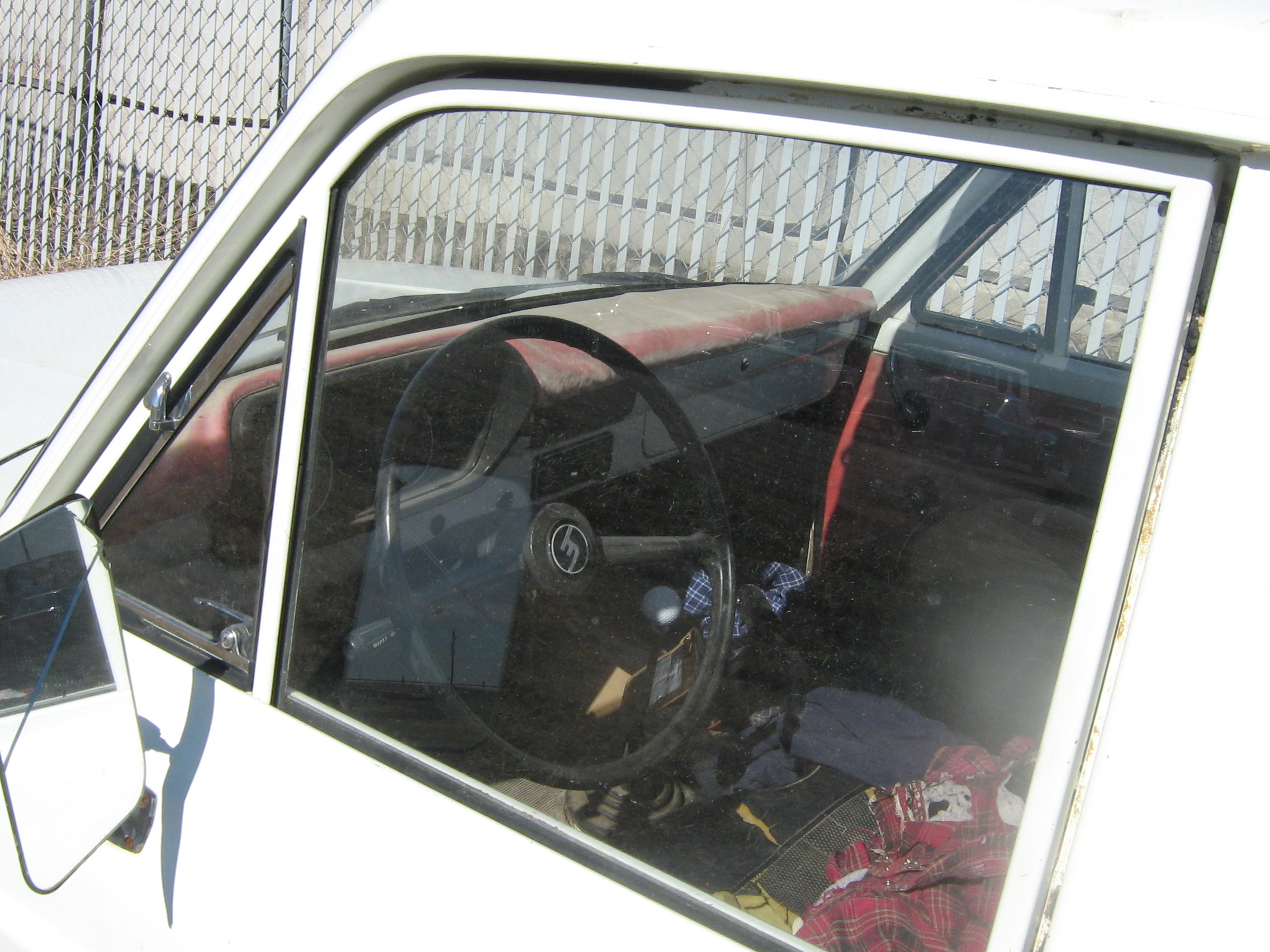
內裝
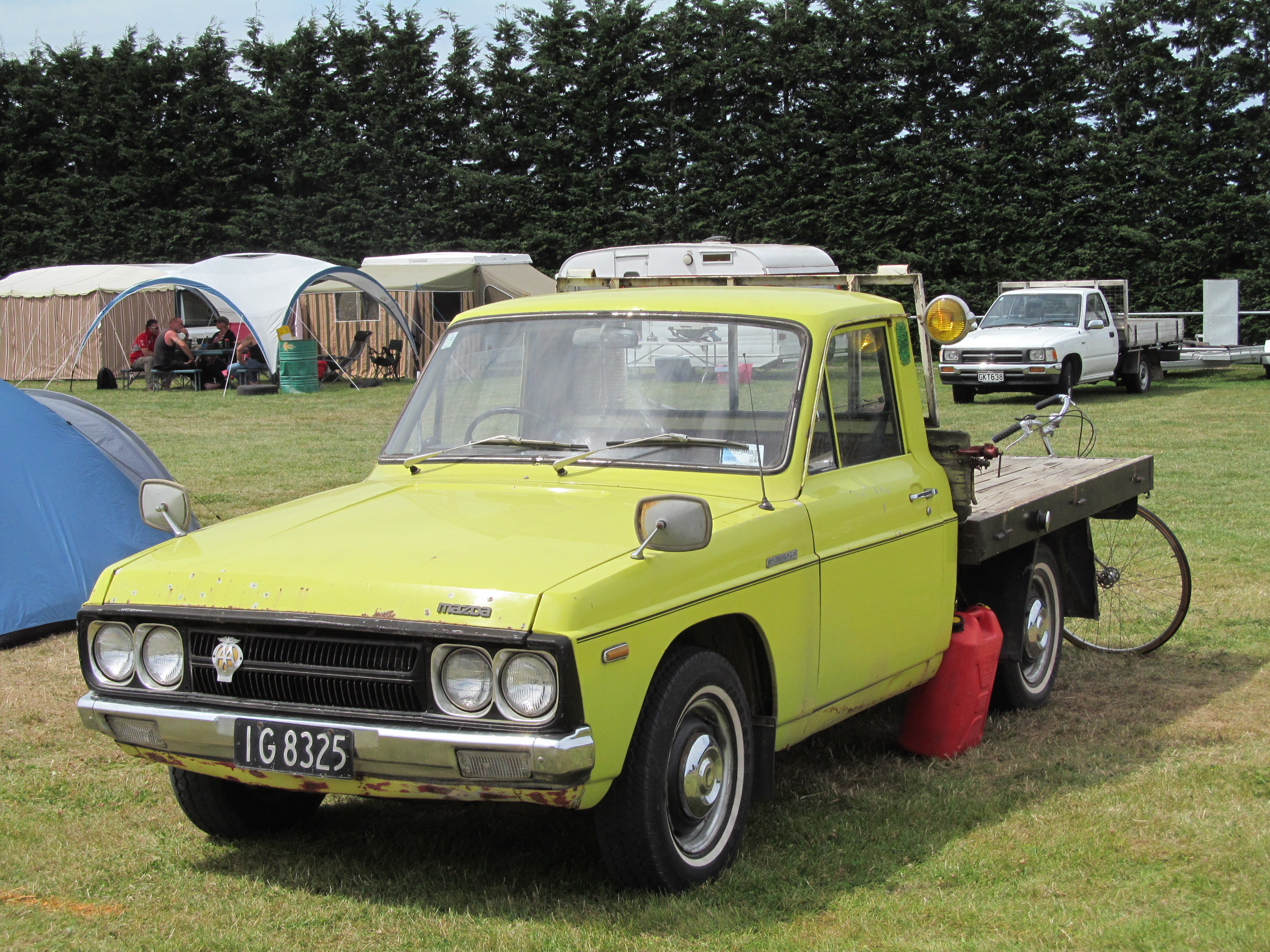
攝於紐西蘭

### 第四代（1978年-1985年）
1978年 - 第四代大改款上市，不過美國市場遲至1980年才發售。動力來源為1.6L直列四缸SOHC F6型與2.0L直列四缸SOHC F/MA型引擎，故車名分別稱為'馬自達B1600和馬自達B2000；另有一具2.2L直列四缸SOHC S2型柴油引擎在1982年時加入服役，車名叫做馬自達B2200。後來，2.0L F/MA型引擎退役，改以2.0L直列四缸SOHC FE型引擎取代。此外為了滿足消費者的載貨需求，這款車也推出加長型車斗，名為「Sundowner」。
至於在日本本土市場，由於此種皮卡車型不受消費者青睞，銷售成績一直毫無起色，遂於1979年起停售，改以外銷為主。

### 第五代（1985年-1998年）
北美洲：馬自達B2300/B3000/B4000，其他地區：馬自達B2000/B2200/B2600
1985年 - 大改款的第五代上市，變速箱共有五速手動排檔或四速自動排檔等選擇，且可選購適時四輪傳動系統。動力方面，除了延用原有的2.0L FE型引擎（車名為馬自達B2000），另外採用三菱汽車供應的2.6L G54B型引擎（車名為馬自達B2600）。後來1987年昇級改成2.2L F2型引擎（車名為馬自達B2200），隔年2.6L引擎也改成自家開發的G6型引擎。
澳洲和紐西蘭地區除了車名改為馬自達Bravo外，另發售了一款名為馬自達Proceed Marvie，差別在於它的外觀為廂型車型，其雙生車款則為福特Raider。
1990年 - 元月反觀馬自達為了強化日本的產品陣線，在國內推出馬自達Proceed Cab Plus（（日語）マツダ・プロシードキャブプラス），其實這是以外銷北美洲的馬自達B2600稍作修改以符合日本國內的用車習慣，在車廂後面多出兩個折疊式座椅，因此才會稱呼為「Cab Plus」。日本只推出單一規格：汽油引擎、4WD、標準長度的車斗、車廂後方的兩個折疊式座椅等。動力為2.6L直列四缸、馬力120hp的G6型，它是基於三菱汽車製造的4G54型引擎加上EGI燃料噴射装置開發而成。懸吊系統為前輪雙A臂、後輪板簧懸吊，驅動方式則為前置後驅、適時四輪驅動。
隔年元月再推出馬自達Proceed Marvie（（日語）マツダ・プロシードマービー），引擎與驅動方式都跟Cab Plus車型一樣，不過外觀為廂型車型。1992年3月，Marvie車型追加四速自動排檔。
1994年 - 馬自達於北美洲市場推出馬自達B2300、B3000、B4000三種車型，顧名思義其引擎分別使用福特供應的2.3L、3.0L與4.0L三種。四速自排為標準配備，另可選購五速手排。另外可加價選購的是四輪驅動與加長型車廂。
1996年 - 3月進行小改款，將車頭進氣壩改成馬自達車系家族共同特徵的五角盾形，並追加新的2.5L直列四缸SOHC WL-T型渦輪增壓柴油引擎，而汽油引擎改成2.5L直列四缸G5型。
1998年 - 12月日本國內停止銷售Cab Plus車型，但沒有後繼車款。翌年元月再停售Marvie車型，也是沒有後繼車款；而SUV的棒子則交給Tribute和Proceed Levante接續。

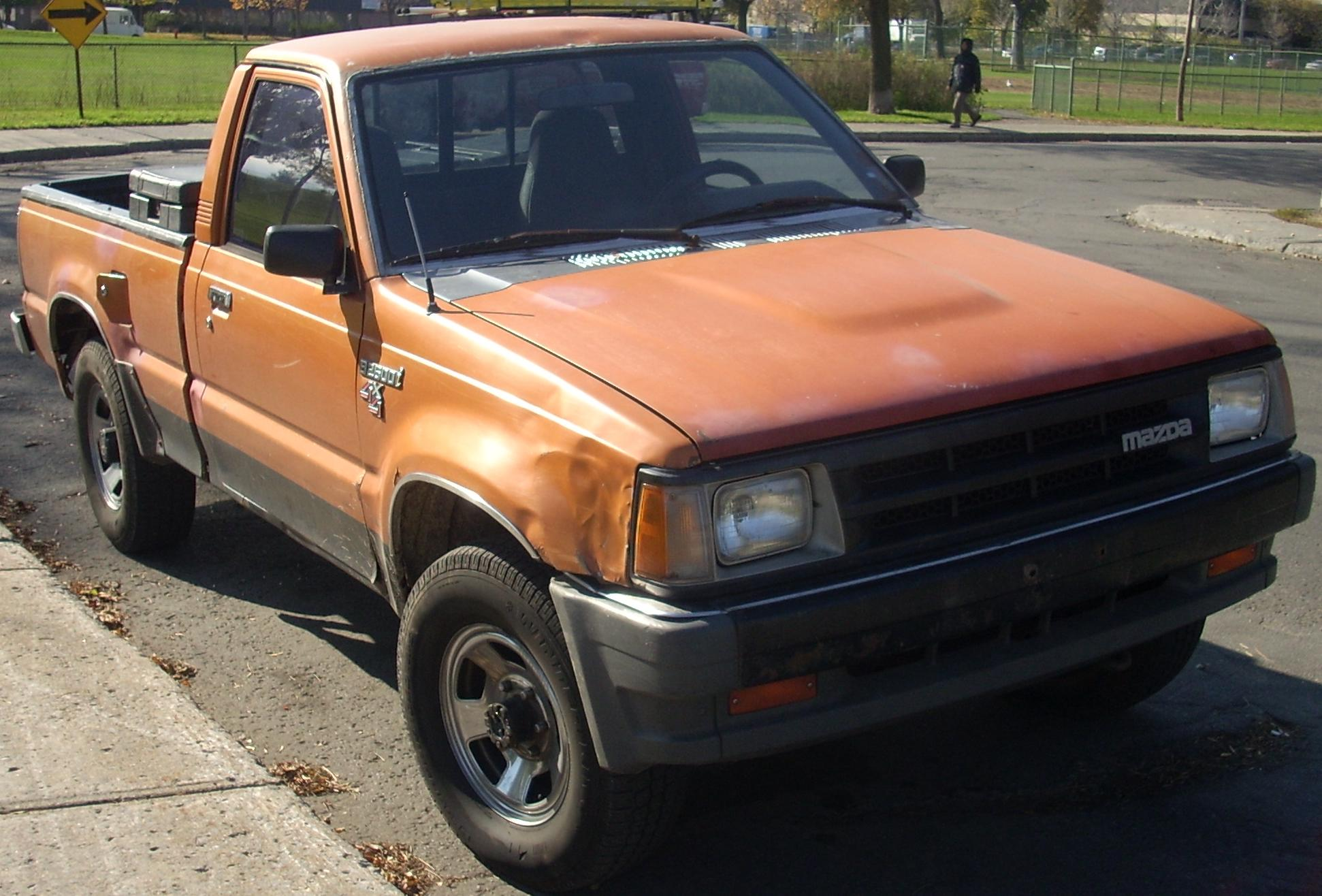
馬自達B2500車頭（加拿大）
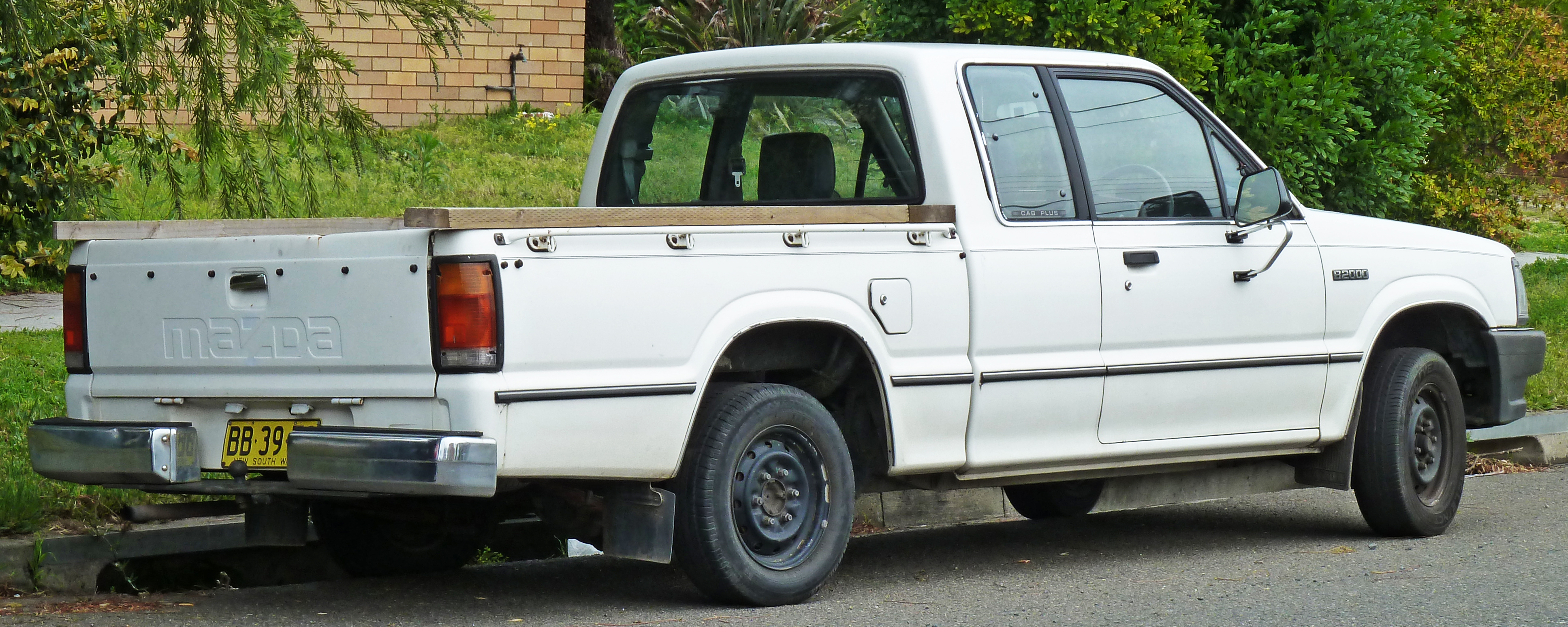
馬自達B2000車尾
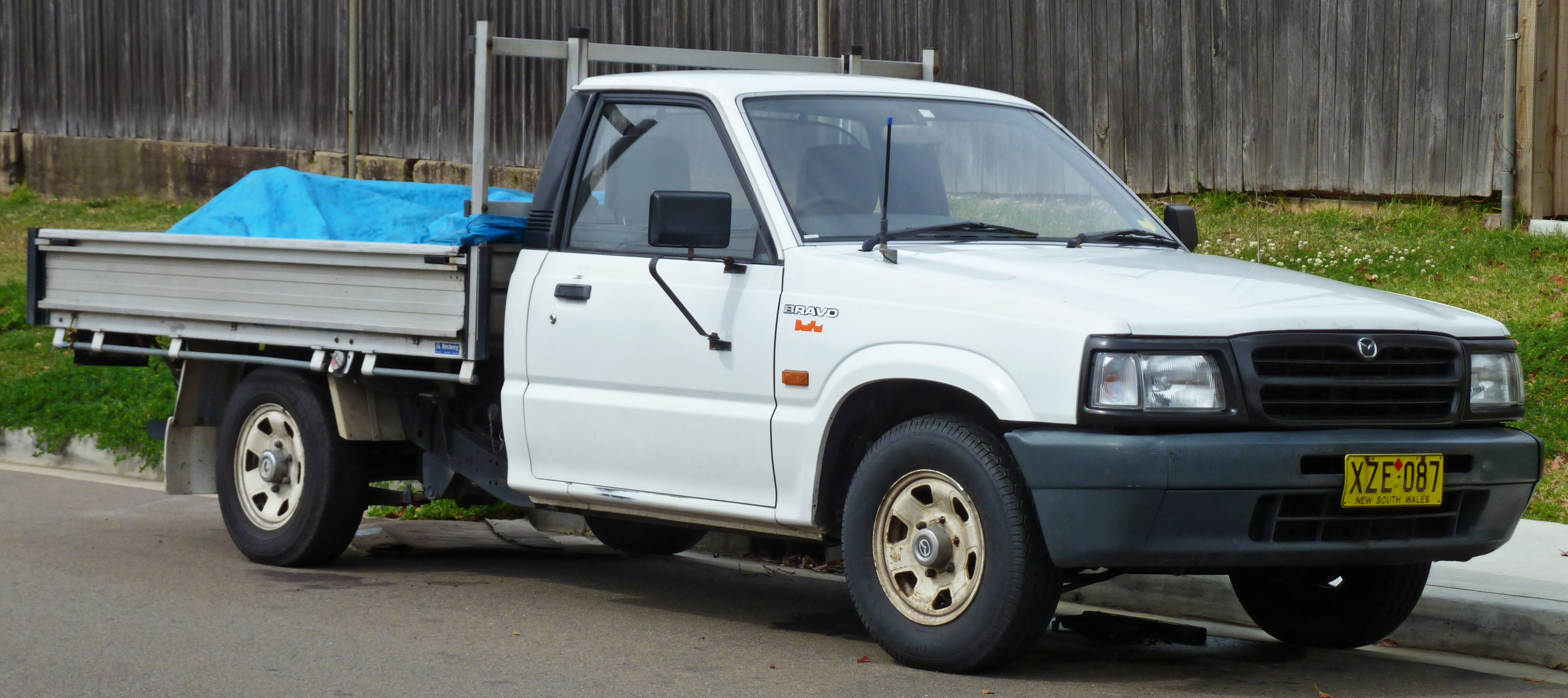
馬自達Bravo（澳洲）
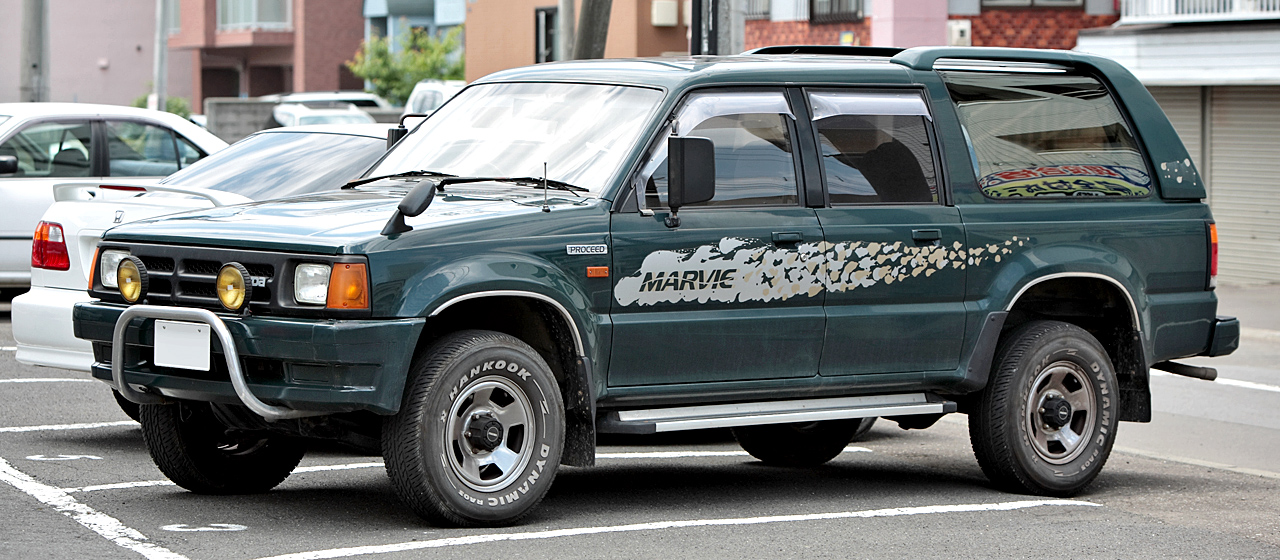
馬自達Proceed Marvie 2.6車頭（日本）
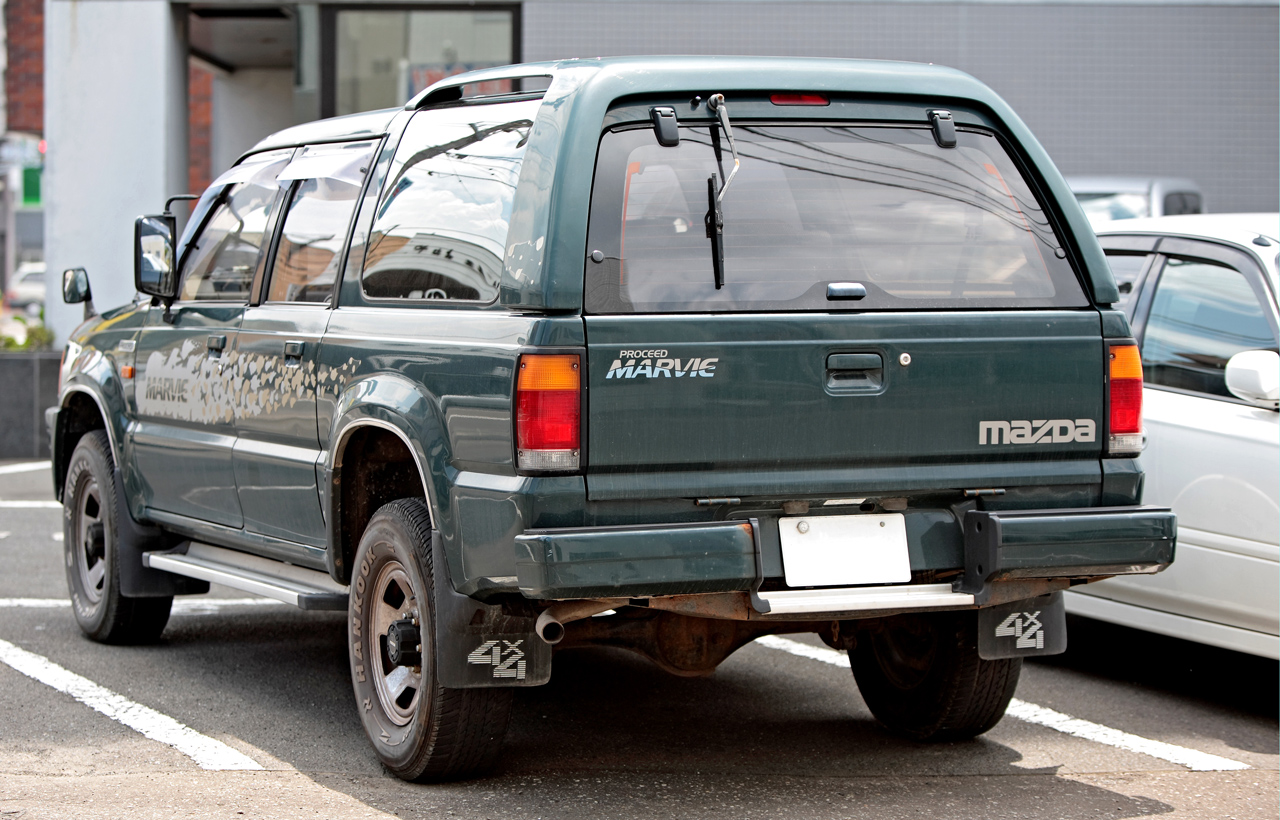
馬自達Proceed Marvie 2.6車尾（日本）
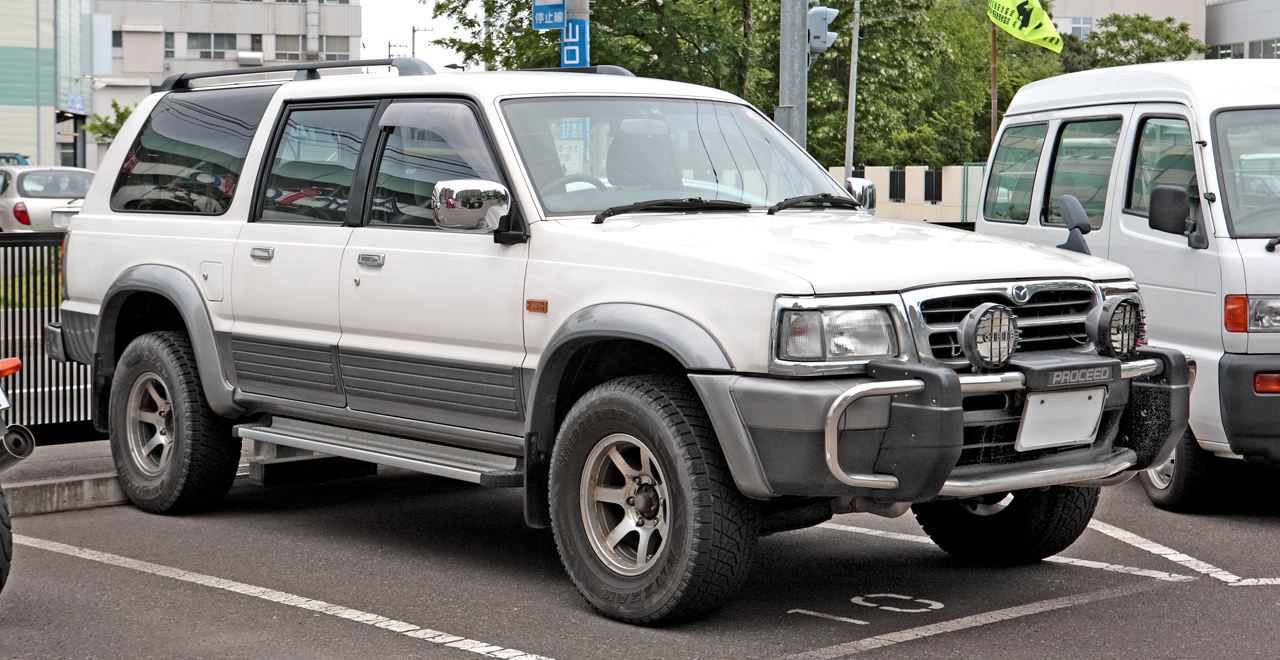
馬自達Proceed Marvie 2.5車頭（日本）

### 第六代（1998年-2006年）
北美洲：馬自達B2300/B2500/B3000/B4000，其他地區：馬自達Bravo/B2200/B2600
1998年 - 5月馬自達與福特汽車在泰國合資設立的AutoAlliance Thailand工廠、福特菲律賓工廠開始生產第六代B系列皮卡，並外銷至亞洲與歐洲地區，其雙生車款為福特Ranger（亞洲與歐洲）或福特Courier（澳洲與紐西蘭）。而在南非和厄瓜多爾兩國，則採成套零件進口後，運送至當地工廠組裝。
由於此款車行銷全世界超過130多個國家，出現很多不同的車名：
- 東南亞：馬自達Fighter（但新加坡除外，該國採用和日本一樣的Proceed）。
- 紐西蘭：馬自達Bounty。
- 南非：馬自達Drifter。
- 澳洲：馬自達Bravo。
- 北美洲：「B」開頭加上代表引擎排氣量的數字。

在拉丁美洲地區，入門款的B2200以及四輪傳動的進階款B2600於馬自達位於哥倫比亞的子公司「Compañia Colombiana Automotriz S.A」組裝，然後銷售至委內瑞拉等其他拉美國家。2002年小改款，出現對開式車門（和RX-8一樣，原廠稱為freestle）2004年又進行小改款，這款車的外觀與主要零部件皆與福特Ranger相同。不過，前述兩次小改款的車型實質上已經跟北美洲的版本沒有任何關聯性了。
北美洲地區的B2500/B2300/B3000/B4000皮卡也在1998年進行大改款，特別的是增加一款延長式車廂的車型，亦多出兩個車門及座位。美國地區自2009年起停售這款車，改以BT-50替代；但是加拿大地區仍然持續銷售至今。

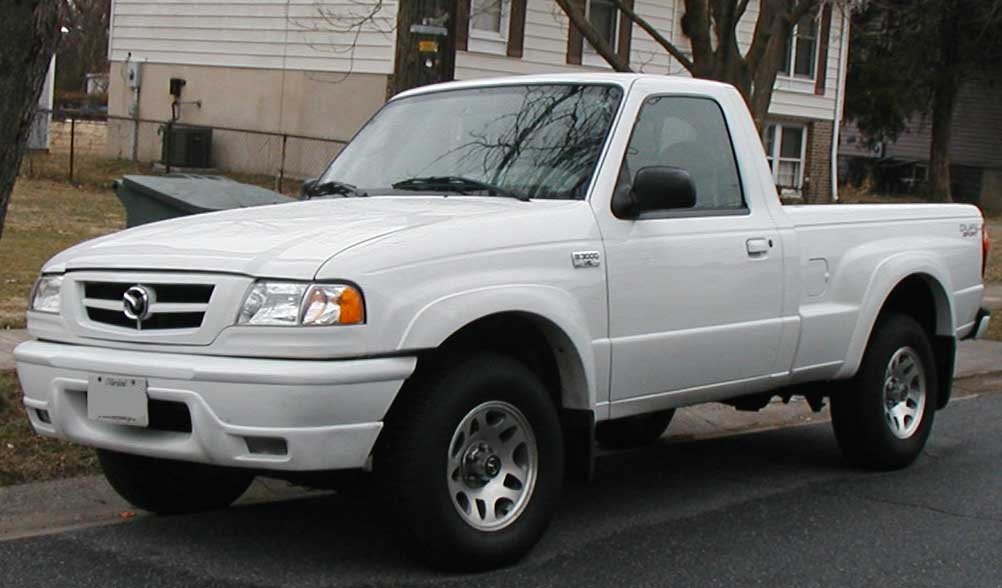
美規馬自達B3000車頭
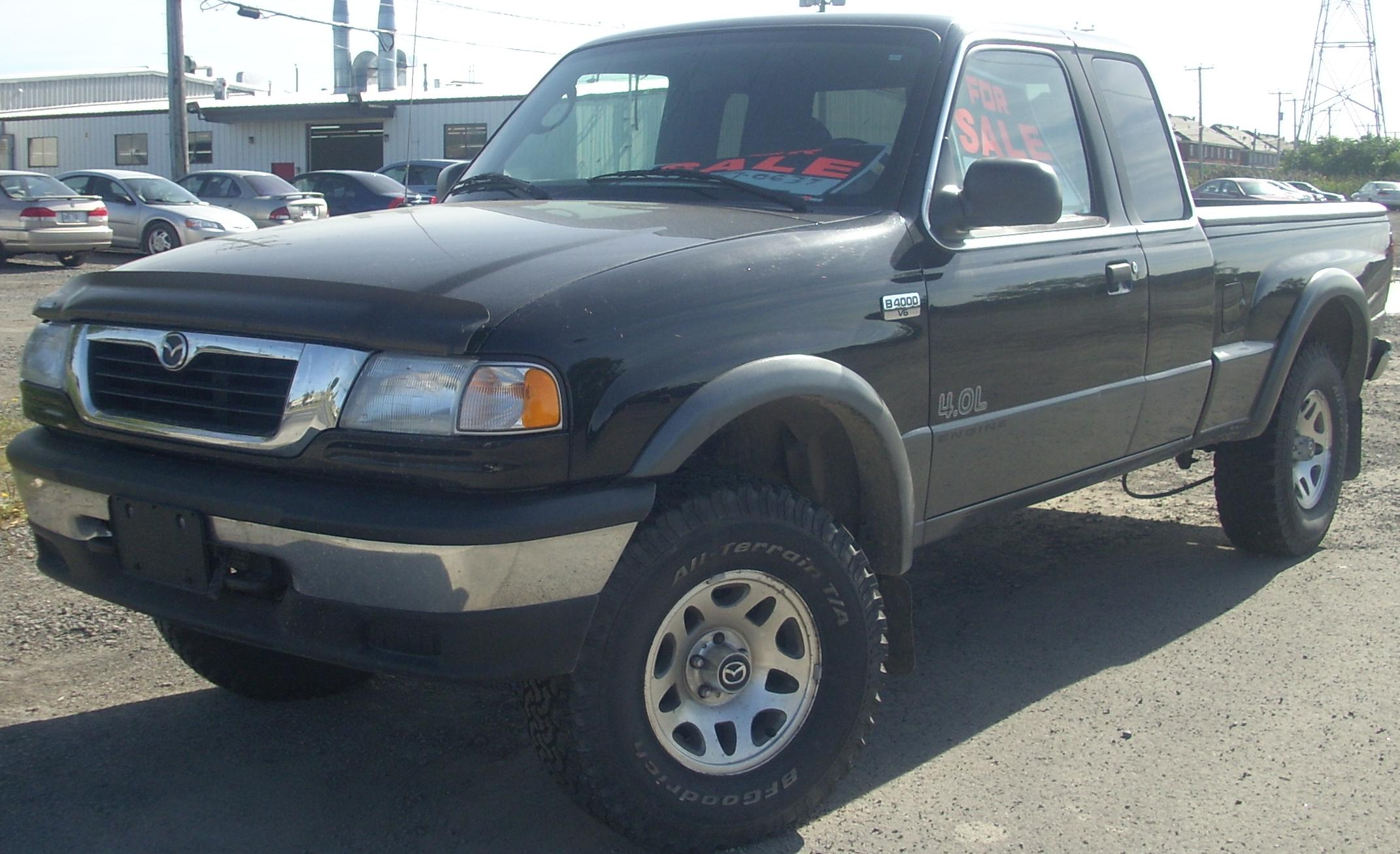
美規馬自達B4000車頭（延長式車廂）
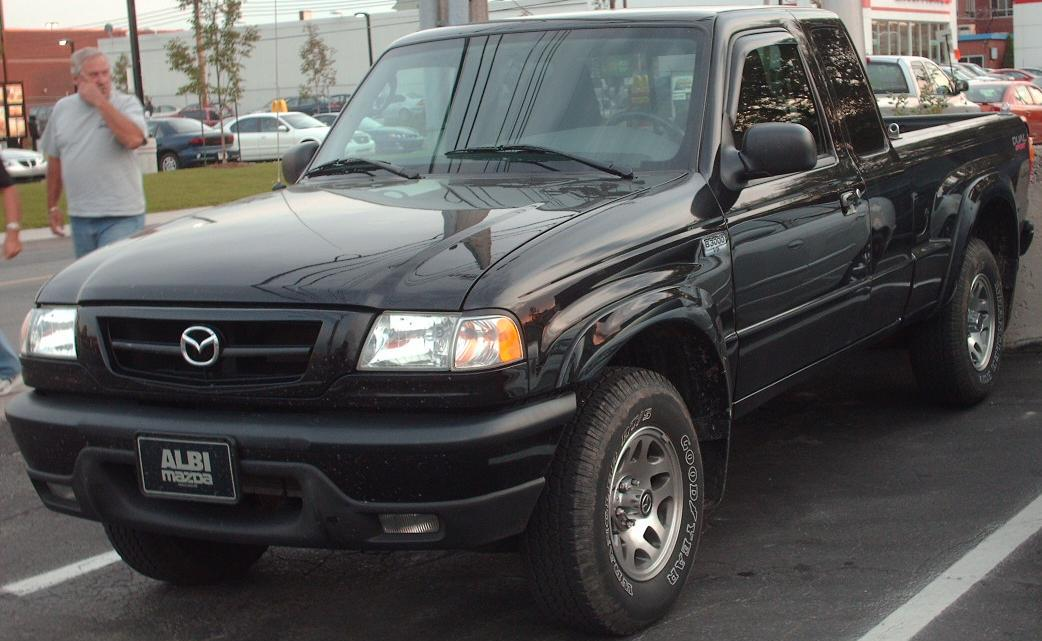
美規馬自達B3000車頭（延長式車廂）

## 外部連結
- （日語）マツダニュープロシード１６００＆１３００ （页面存档备份，存于）
- （英文）馬自達轉子引擎皮卡貨車論壇 （页面存档备份，存于）